# Barbara Doll
Barbara Doll (Rouen, 7 maggio 1972 – 2 dicembre 2023) è stata un'attrice pornografica francese, attiva negli anni novanta.

## Biografia
Iniziò la sua carriera nel 1993. Bisessuale, recitava in scene che prevedevano sia rapporti eterosessuali sia lesbici. Nel 1995 la sua attività di pornostar fu sul punto di concludersi bruscamente quando venne segnalato che era sieropositiva al virus HIV. La Doll fu la prima attrice pornografica a risultare positiva all'HIV due volte e poi a risultare negativa mediante un test del DNA. Ciò causò un grande precedente nelle procedure dei test di sieropositività agli attori porno nella storia del cinema per adulti. Il clamore cominciò dopo che Doll risultò positiva con il cosiddetto test di screening di dieci minuti ELISA. Successivamente si sottopose al test del DNA, che risultò negativo.

## Premi e riconoscimenti
- 1995: Hot d'or: Migliore starlet europea

## Filmografia parziale
- The Dickheads 2, regia di Milton Ingley (1993)
- Au-delà du miroir, regia di Michael D'Angelo (1993)
- The Inseminator, regia di Gee Mann (1994)
- The Inseminator 2: Domination Day, regia di Gee Mann (1994)
- Sex Trek V: Deep Space Sex, regia di Mark Stone (1994)
- Rocco Unleashed, regia di Gail Force & Jim Powers (1994)
- Natural Born Thrillers, regia di Stuart Canterbury (1994)
- New Positions, regia di Stuart Canterbury (1994)
- Overnight Sensation, regia di Roy Alexandre (1994)
- Passenger 69, regia di Phil M. Noir (1994)
- Fighette in bicicletta (Butt Banged Bicycle Babes), regia di Biff Malibu (1994)
- Diritto d'autore, regia di Mario Salieri (1994)
- Backstage Pass, regia di Gail Force & Jim Powers (1994)
- New Wave Hookers 4, regia di Gregory Dark (1995)
- The Devil in Miss Jones 5: The Inferno, regia di Gregory Dark (1995)
- Hotel Sodom 8, regia di David Christopher (1995)
- Hotel Sodom 10, regia di David Christopher (1996)
- Rear Ended Roommates, regia di Roy Alexandre (1997)
- Cum Shots 2, regia di Biff Malibu (1999)